# Lady in the Dark
Lady in the Dark es un musical compuesto por Kurt Weill con letras de Ira Gershwin y argumento y dirección de Moss Hart. Fue producido por Sam Harris. La protagonista, Liza Elliott, es la infeliz directora femenina de una revista de modas, Allure, quien está pasando por psicoanálisis. El musical se estrenó en Broadway en el Teatro Alvin (hoy el Neil Simon) el 23 de enero de 1941 y se cerró el 30 de mayo de 1942 después de 467 representaciones. 
El tema del musical es el psicoanálisis, y se dice que se basó en las experiencias del propio Hart con el psicoanalista Gregory Zilboorg.
Después de representarse en Broadway en 1941, en el Reino Unido en 1981, se hizo una película en el año 1944 y un especial de televisión en vivo en el año 1954. 